# Marquesat d'Anglesola

Escut d'armes dels Anglesola, antics senyors jurisdiccionals del municipi d'Anglesola

El marquesat d'Anglesola és un títol nobiliari concedit el 24 d'abril el 1645 pel rei Felip IV a favor de Ramon Dalmau de Rocabertí i de Safortesa, tercer comte de Peralada i vescomte de Rocabertí, darrer baró d'Anglesola. Era fill de Francesc Jofre de Rocabertí i de Pacs, primer comte de Perelada i vescomte de Rocabertí, i de la seva esposa Magdalena de Safortesa. El títol passà successivament als Rocafull, als Boixadors, als Dameto i, darrerament, als Cotoner.

## Marquesos d'Anglesola
|                      | Titular                                           | Període              |
| Creació per Felip IV | Creació per Felip IV                              | Creació per Felip IV |
| -------------------- | ------------------------------------------------- | -------------------- |
| I                    | Ramon Dalmau de Rocabertí i de Safortesa          | 1645-1663            |
| II                   | Francesc Dalmau de Rocabertí i de Safortesa       | 1663-1664            |
| III                  | Martí Onofre de Rocabertí i de Safortesa          | 1664-1671            |
| IV                   | Elisenda de Rocabertí i de Safortesa              | 1671-1672            |
| V                    | Guillem Manel de Rocafull-Puixmarín i Rocabertí   | 1672-1723/8          |
| VI                   | Joan Antoni de Boixadors Pacs i de Pinós          | 1723/8-1741/5        |
| VII                  | Bernat Antoni de Boixadors i Sureda de Sant Martí | 1741/5-1755          |
| VIII                 | Ferran Basili de Rocabertí-Boixadors i Chaves     | 1755-1801/5          |
| IX                   | Joana de Rocabertí-Boixadors i Cotoner            | 1801/5-1862          |
| X                    | Francesc Xavier Rocabertí de Dameto i Boixadors   | 1864- ?              |
| XI                   | Pere Cotoner i de Verí                            | ? -1935              |
| XII                  | Nicolau Cotoner i de las Casas                    | 1935- ?              |
| XIII                 | Josep Cotoner i de las Casas                      | ? - ?                |
| XIV                  | Maria dels Dolors Cotoner i Quirós                | 1991-2000            |
| XV                   | Maria del Lluc de Sagarra i Cotoner               | 2001-actual titular  |